# Stazione di Vernio-Montepiano-Cantagallo
Stazione di Vernio-Montepiano-Cantagallo vasútállomás Olaszországban, Vernio településen.

## Vasútvonalak
Az állomást az alábbi vasútvonalak érintik:
- Bologna–Firenze-vasútvonal

## Kapcsolódó állomások
A vasútállomáshoz az alábbi állomások vannak a legközelebb:
- Stazione di Vaiano (Stazione di Firenze Santa Maria Novella, Bologna–Firenze-vasútvonal)
- Stazione di San Benedetto Sambro-Castiglione Pepoli (Stazione di Bologna Centrale, Bologna–Firenze-vasútvonal)
- Stazione di Precedenze